# Orionidy
Orionidy jsou nejhojnější meteorický roj spojený s Halleyovou kometou. Název Orionidy má roj proto, že bod z nějž meteory zdánlivě vylétají nazývaný radiant, leží v souhvězdí Oriona, ale mohou být viděny na velké ploše oblohy. Orionidy jsou každoroční meteorický roj, který trvá přibližně jeden týden na konci října. V některých letech může být hodinová četnost roje 50 až 70 meteorů za hodinu.

## Historie
První spojení meteorického roje s kometou proběhlo roku 1800. E. C. Herrick pozoroval v letech 1839 a 1840 aktivity přítomné v říjnu na noční obloze. A. S. Herschel je autorem prvního zdokumentovaného záznamu, který podal přesnou předpověď pro další meteorický roj. Meteoritický roj Orionid pochází ze známé Halleyovy komety, která byla pojmenována po astronomu Edmundu Halleyovi a která naposledy prošla vnitřní sluneční soustavou v roce 1986 na její 75 - 76leté oběžné dráze. Když kometa prochází sluneční soustavou, Slunce sublimuje část ledu, čímž dochází k odtrhávání kamenných částic od komety. Tyto částice následují dále trajektorii komety a jeví se jako meteory ("padající hvězdy"), když projdou přes horní zemskou atmosféru.  Halleyova kometa je také zodpovědný za vytvoření Éta Aquarid, které se vyskytují každý květen.

## Meteorický roj a umístění

Mapa noční oblohy ukazuje souhvězdí Orion a Betelgeuse a část souhvězdí Blíženců

Radiant Orionid se nachází mezi souhvězdím Oriona a Blíženců. Nejaktivnější byl roj v časných ranních hodinách 21. října 2009. Tweety a novinky uživatelů byly sdíleny na Sociálních sítích a mikro-blogovacích službách jako je Twitter a Yahoo! Buzz. Fotky a videa jsou zveřejněny na stránkách určených ke sdílení fotografií a videí jako jako YouTube a Flickr. Universe Today oznámil, že meteorický roj byl ve srovnání s předchozími maximy bez větvení. Pozorovatelé pozorující malé meteory "Halleyidy" v Alabamském Space Flight Center viděli pruhy vyzařované ve všech směrech pouhým okem.